# 大町駅 (香川県)

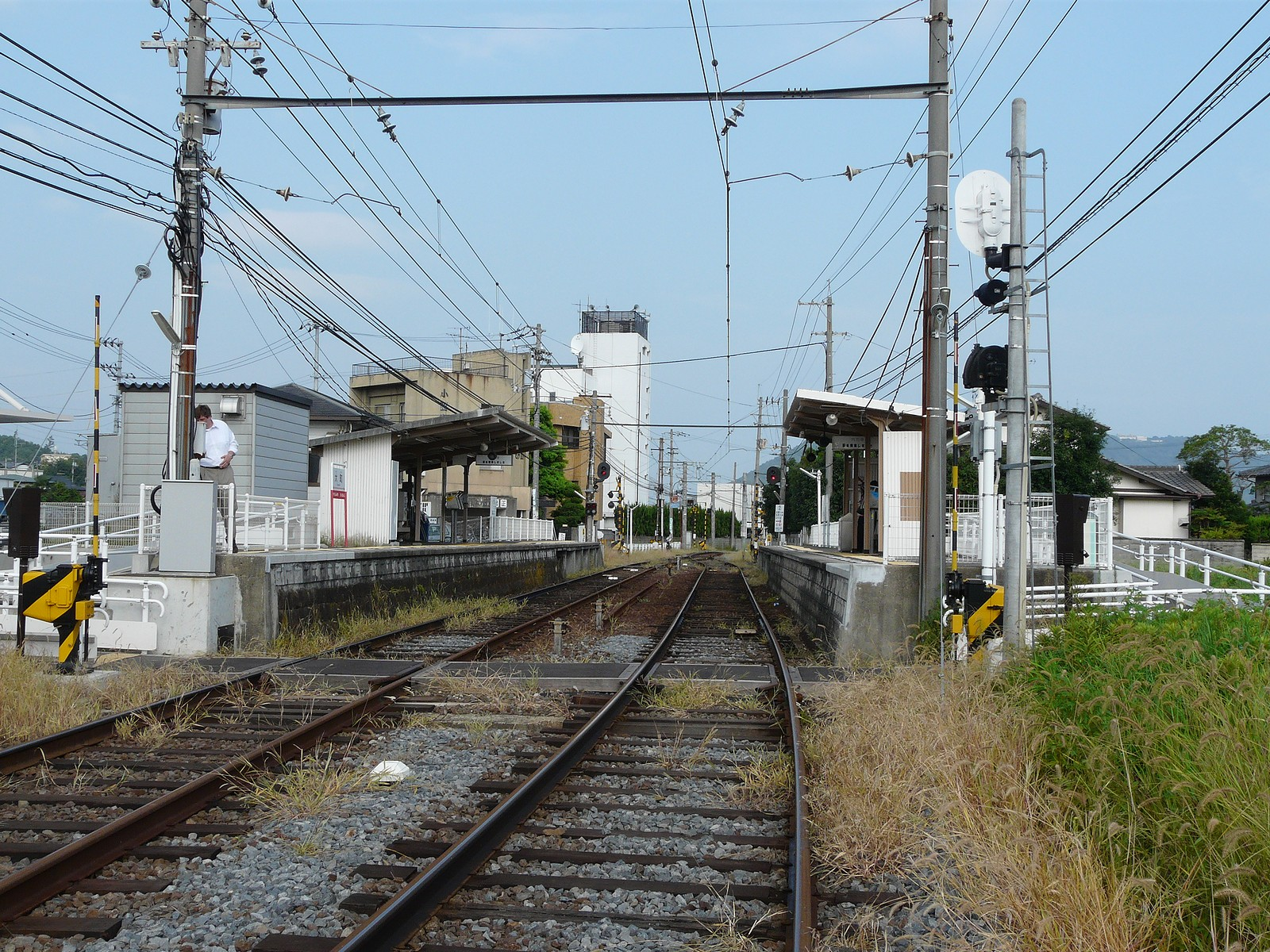
構内（2007年8月）

大町駅（おおまちえき） は、香川県高松市牟礼町大町にある、高松琴平電気鉄道志度線の駅である。駅番号はS10。

## 駅構造
相対式ホーム2面2線の地上駅である。大町駅折り返し電車のために、志度方面行きホームから瓦町方面に逆発車できる構造となっている。途中下車指定駅。
のりば
| 乗り場 | 路線    | 方向 | 行先               | 備考         |
| ------ | ------- | ---- | ------------------ | ------------ |
| 1      | ■志度線 | 上り | 琴電屋島・瓦町方面 |              |
| 2      | ■志度線 | 上り | 琴電屋島・瓦町方面 | 当駅折り返し |
| 2      | ■志度線 | 下り | 琴電志度行         |              |

### 発車標
ホームには列車の接近を知らせるための、幕点灯式の発車標が設置されている。

## 利用状況
1日の平均乗降人員は以下の通りである。
| 1日乗降人員推移 | 1日乗降人員推移 |
| 年度            | 1日平均人数     |
| --------------- | --------------- |
| 2011年          | 293             |
| 2012年          | 301             |
| 2013年          | 335             |
| 2014年          | 351             |
| 2015年          | 373             |
| 2016年          | 373             |
| 2017年          | 360             |
| 2018年          | 354             |

## 駅周辺
- 高松市役所牟礼総合センター
- 高松市牟礼総合体育館
- 国道11号
- 高松市立牟礼小学校
- 高松市立牟礼中学校
- 牟礼郵便局

## 歴史
- 1911年（明治44年）11月18日 東讃電気軌道の駅として開業。
- 1916年（大正5年）12月25日 会社合併により四国水力電気の駅となる。
- 1942年（昭和17年）4月30日 事業譲渡により讃岐電鉄の駅となる。
- 1943年（昭和18年）11月1日 高松琴平電気鉄道志度線の駅となる。
- 1945年（昭和20年）1月26日 志度線の八栗駅・琴電志度駅間が不要不急線として休止になる。
- 1949年（昭和24年）10月9日 八栗・琴電志度間の運行再開により営業を再開 。
- 1996年（平成8年） 8月20日 無人化[2]。

## 隣の駅
高松琴平電気鉄道
■志度線
六万寺駅（S09） - 大町駅（S10） - 八栗新道駅（S11）